# Тутектон
Тутекто́н — удмуртський народний музичний інструмент, схожий на ріжок.
Тутектон має вигляд пастушого ріжка, який виготовляється з береста, рогів домашніх тварин та жесті. Він складається з конусоподібної трубки довжиною 20 см, яка має 3 отвори, та мундштука. Має декілька різновидів.
Звук тутектона сильний, дещо різкий, утворюється шляхом вдування повітря в отвір.